# بارك تشان جو

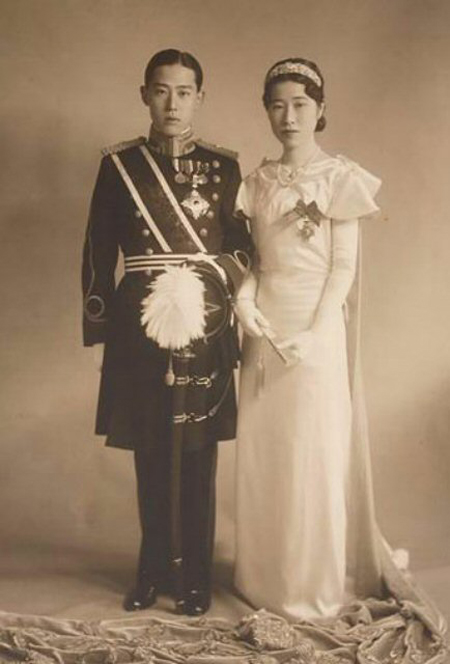
الأميرة بارك تشان جو وزوجها الأمير يي وو.

السيدة بارك تشان جو (1914-1995) كانت أميرة كورية وزوجة الأمير يي وو أمير كوريا.